# (7234) 1986 QV3
1986 كيو في 3 (ويعرف أيضًا باسم (7234) 1986 كيو في 3 وفق تسمية الكوكب الصغير) (بالإنجليزية: 1986 QV3)‏؛ هو كويكب ضمن حزام الكويكبات.
اكتُشف هذا الجُرم الفلكي بواسطة هنري ديبهون في 29 أغسطس 1986، وترتيبه 7234 من حيث الاكتشاف.

## الوصف
اكتُشف 72341986QV في 29 أغسطس 1986 في مرصد لاسيلا، الواقع في صحراء أتاكاما، إقليم كوكيمبو في تشيلي، بواسطة عالم الفلك البلجيكي هنري ديبهون. وقد رصد المشروع 2,938 مشاهدة للكويكب إلى غاية 4 فبراير 2022 بتوقيت منطقة المحيط الهادئ، أي في مدة قدرها 24,339 يومًا (66.7 عام). تستغرق الفترة المدارية للكويكب 1,230 يومًا (3.4 عام).

## الخصائص المدارية
يتميز مدار هذا الكويكب بنصف محور رئيسي يبلغ 2.25 وحدة فلكية، وحضيض قدره 1.76 وحدة فلكية، وانحراف قدره 0.219 وزاوية ميلان 5.16 درجة بالنسبة لمسار الشمس. بسبب هذه الخصائص، أي نصف المحور الرئيسي بين 2 و3.2 وحدة فلكية وحضيض أكبر من 1,666 وحدة فلكية، يُصنف هذا الجُرم الفلكي وفقًا لقاعدة بيانات مختبر الدفع النفاث لأجرام النظام الشمسي الصغيرة كائنًا من حزام الكويكبات الرئيسي.

## الخصائص الفيزيائية
يُقدر القدر المطلق (H) لـ72341986QV بـ13.67 ووضاءته بـ0.361، مما يمكِّن تقدير قطره بـ 4.620كم. استُخلصت هذه النتائج بفضل ملاحظات مستكشف الأشعة تحت الحمراء عريض المجال (WISE)، وهو مرصد فضائي أمريكي وُضع في المدار في عام 2009 ويراقب السماء بأكملها بالأشعة تحت الحمراء، في عام 2011، نُشرت النتائج الأولى المتعلقة بالكويكبات من الحزام الرئيسي.

## وصلات خارجية
- (7234) 1986 QV3 في قاعدة بيانات مختبر الدفع النفاث لأجرام النظام الشمسي الصغيرة

- الاكتشاف · مخطط المدار ·  العناصر المدارية · المعلمات المادية

- (7234) 1986 QV3 على موقع ويكي سكاي: DSS2, SDSS, GALEX, IRAS, Hydrogen α, X-Ray, Astrophoto, Sky Map, Articles and images